# Чайник вина
Чайник вина — студийный альбом российской группы АукцЫон, записанный совместно с Алексеем «Хвостом» Хвостенко, вышедший в 1992 году. Переиздан на двух CD + DVD лейблом «Геометрия» в 2013 году.

## Об альбоме
В 1989 году участники группы АукцЫон впервые посетили Париж. Сразу по прибытии в парижский аэропорт музыкантов повезли ужинать в ресторан, где собралась толпа русских эмигрантов, среди которой присутствовал и Алексей Хвостенко, некогда вынужденно эмигрировавший во Францию (советские власти обвиняли поэта в тунеядстве, и ему грозил арест). До этого случая, по воспоминаниям Леонида Фёдорова, Хвоста он знал лишь заочно, как автора песни «Город золотой». После ресторана, не заезжая в гостиницу, музыканты поехали к Хвостенко домой, где последний продемонстрировал гостям кое-что из своих творений. В тот же раз Фёдоров впервые предложил Алексею записать что-нибудь из его песен, на что последовало категоричное «нет». Через несколько лет поэт всё-таки изменил своё решение, и пластинка была записана.
… он пел свои песни, а мы восхищались. Такой был кайф! Я тогда сказал, что уже можно как-то приехать сюда. Но жена Хвоста, Римма, налетела на меня коршуном. Говорит: «Нас выгнали, никогда не поедем в Союз». А в 1992 году Хвостенко сюда всё-таки прилетел. На самом деле, случайно: тогда случилась голодуха, и его каким-то образом запихнули в самолёт с гуманитарной помощью. Так он сюда и прибыл — нелегально. Мы тогда записали «Чайник вина». До этого я его достаточно вяло уговаривал записать альбом. Как-то сидели, пили, он по куплету напел штук тридцать песен на кассету… А в тот момент, когда он здесь появился, у меня не было желания что-то писать. Мы только закончили «Бодун», я расслабился. Но потом всё-таки записали «Чайник вина» довольно быстро, недели за две. Не слишком напрягались.— Леонид Фёдоров
На песню «Дети» режиссёром Натальей Погоничевой был снят видеоклип.
В одном из своих интервью журналу Fuzz Фёдоров признавался, что считает Чайник вина лучшим альбомом группы АукцЫон.

## Список композиций
Все тексты написаны Алексеем Хвостенко, вся музыка написана Леонидом Федоровым, кроме первой и последней композиции, музыка к которой взята из песни Малвины Рейнолдз Little boxes.
| №   | Название             | Длительность |
| --- | -------------------- | ------------ |
| 1.  | «Орландина»          | 4:17         |
| 2.  | «И ночь и день»      | 2:14         |
| 3.  | «Тайна»              | 3:00         |
| 4.  | «Слепой»             | 1:59         |
| 5.  | «Дети»               | 2:30         |
| 6.  | «Внутри собаки»      | 2:52         |
| 7.  | «Конь унёс любимого» | 3:34         |
| 8.  | «Чайник вина»        | 3:14         |
| 9.  | «Не вижу птиц я»     | 2:27         |
| 10. | «Прощальная»         | 5:02         |
| 11. | «Милая моя»          | 1:42         |
| 12. | «Мы всех лучше»      | 5:50         |

## Участники записи
- Алексей Хвостенко («Хвост») — пение, вокал, стихи
- Леонид Фёдоров («Лёнька», «Леонид Фёдорович») — электрогитара, акустическая гитара, фортепиано, перкуссия, инструменты, вокал, подпевки
- Дмитрий Матковский — акустическая гитара, ситар, электрогитара
- Виктор Бондарик («Бонд») — бас-гитара, акустическая гитара
- Николай Рубанов («Колик») — бас-кларнет, саксофон, дудук и др. духовые, синтезатор
- Борис Шавейников («Боб», он же «Борюсик») — барабаны
- Пётр Акимов — виолончель
- Володя (привёл Матковский) — тромбон
- Павел Литвинов («Паха») — перкуссия
- Аня, дочь «Хвоста» — пение
- Дмитрий Озерский — был на записи, но не участвовал

### Технический персонал
- Михаил «Мишутка» Раппопорт — звукопомощник
- Саша Мартисов — звукорежиссёр
- Василий «Вася» Аземша — графика, оформление
- Записано — в январе-феврале 1992 года на Студии Творческого центра Куйбышевского района г. СПб